# Homosexualität in Liberia

Geografische Lage von Liberia

Homosexualität ist in Liberia gesellschaftlich tabuisiert und homosexuelle Handlungen sind illegal.

## Illegalität
Homosexuelle Handlungen sind in Liberia illegal und werden mit einer Geldstrafe oder bis zu einem Jahr Haft bestraft. Es existiert kein Antidiskriminierungsgesetz in Liberia. In der Verfassung von Liberia ist der Schutz der sexuellen Orientierung nicht aufgenommen.

## Anerkennung gleichgeschlechtlicher Partnerschaften
Eine staatliche Anerkennung von gleichgeschlechtlichen Paaren besteht weder in der Form der Gleichgeschlechtlichen Ehe noch in einer Eingetragenen Partnerschaft in Liberia. 2012 wurde von der liberianischen Regierung ein Gesetz zum Verbot der gleichgeschlechtlichen Ehe in der Verfassung verankert.